# Восход (Ульяновская область)
Восход — посёлок в Старомайнском районе Ульяновской области, входит в состав Прибрежненского сельского поселения. Расположен в 14 км к юго-востоку от Старой Майны и в двух км к востоку от Прибрежного.

## История
История посёлка началась с хутора «Вязовый Двор» дворянина Михаила Михайловича Наумова из села Головкино.
В 1897 году на хуторе проживало 17 рабочих, здесь был известный конный завод Наумова рысистых пород с многочисленными постройками, здесь же был пруд, колодец.
Старомайнский совхоз имени Яковлева был образован 16 августа 1930 года и первоначально контора совхоза находилась в Старой Майне, потому и название «Старомайнский», а хутор «Вязовый двор» становится частью совхоза, первоначально его называли фермой № 3, затем, когда центр совхоза был перенесён на хутор Грачёв, хутор Вязовый стал фермой № 2, затем вторым отделением совхоза. Основное направление посёлка — животноводство.
Указом Президиума Верховного Совета РСФСР от 3 июня 1967 г. населённый пункт отделения № 2 совхоза «Старомайнский» переименован в посёлок «Восход».

## Население
| Год  | Число дворов | Число жителей | Примечания                             |
| ---- | ------------ | ------------- | -------------------------------------- |
| 1900 | 1            | 17            |                                        |
| 1910 | 1            | 20            | здесь усадьба В. М. Наумова, вод. мел. |
| 1959 |              | 369           |                                        |
| 1999 | 113          | 308           |                                        |
| 2010 |              | 306           |                                        |